# Panicum scabriusculum
Panicum scabriusculum là một loài thực vật có hoa trong họ Hòa thảo. Loài này được Elliott mô tả khoa học đầu tiên năm 1816.